# Viendorf Weingebirge
Viendorf Weingebirge ist eine unbewohnte Katastralgemeinde der Gemeinde Göllersdorf im Bezirk Hollabrunn in Niederösterreich.
Die nördlich von Viendorf gelegene Katastralgemeinde umfasst die mit Weinstöcken bebauten Rieden an einem Ausläufer des Ernstbrunner Waldes.
1919 war diese bis dahin zur Gemeinde Göllersdorf gehörende Katastralgemeinde an die damalige Gemeinde Viendorf angeschlossen worden.